# Metáfrase
Metáfrase é um termo do campo da tradução que se refere a tradução literal, ou seja, tradução palavra a palavra e linha a linha. No seu uso comum, metáfrase significa literalismo. Porém, metáfrase significa também a tradução de poesia para prosa. Ao contrário da paráfrase, que tem um uso comum em teoria da literatura, metáfrase tem apenas uso em teoria da tradução.
A metáfrase é, juntamente com a paráfrase e a imitação, uma das três formas de transferência, de acordo com John Dryden. Dryden considera a paráfrase preferível à metáfrase (na sua acepção de tradução literal) e à imitação.
O termo metáfrase é pela primeira vez usado por Fílon de Alexandria (20 a.C.) na sua obra De vita mosis. Quintiliano distingue metáfrase de paráfrase na medida em que a metáfrase altera uma palavra e a paráfrase altera uma expressão; esta distinção é também defendida pelos eruditos renascentistas.